# Zapping Zone
Zapping Zone foi um programa de televisão de produção original do canal Disney Channel, apresentado em sua fase final no Brasil por Luiz Daniel Bianchin, Bruno Heder, Yasmim Manaia e Milene Conte. Esteve no ar entre 2001 e 2012. Era exibido de segunda a sexta-feira, primeiramente das 18h às 20h. Em seguida passou para as manhãs sendo exibido das 10h às 12h. O programa teve sua última exibição em outubro de 2012.

## Programação
O programa foi a primeira produção brasileira exibida pelo canal Disney Channel e estreou no dia 6 de abril de 2001, um dia após a abertura da emissora.
O Zapping Zone já possuiu diversos apresentadores. A formação original, dirigida por MC Fernandes, contava com Monalisa Gomes Eleno, Felipe Aaukay, Marcelly Anselmé, Patricia Hermel e Robson Nunes. Também contava com "Os Especialistas", dois cientistas que apresentavam experiências que podiam ser feitas em casa, Peu Lima e Leonardo Cortez.
Nessa primeira fase do Brasil, o ZZ era transmitido ao vivo, direto dos estúdios do SBT. Por sinal, foi apresentado no SBT entre 04 de novembro de 2001 até 16 de agosto de 2003, primeiramente aos domingos e depois aos sábados a partir de 22 de dezembro de 2001, com o nome Zapping Zone do Disney Channel.
Entre os jogos estavam o "Cine Zone", "De Olho", "Fala Sério", "Game Zone", "Lava-Roupa", "Língua Solta" e "Stop". Os quadros eram o "Agenda Z", "Contatos", "Cyber", "Habitat", "Os Especialistas", e "Parada Z".
Em sua segunda fase, a partir de junho de 2003, agora transmitido apenas pelo Disney Channel, o programa passou por uma reformulação, ganhando novo cenário, novos jogos, nova produção e novos apresentadores. Deixou de ser ao vivo e mudou-se para a Argentina na Non Stop Estúdios onde eram gravadas todas as versões do ZZ. Passou a ser apresentado por Beto Marden e Daniela Marcondes. Ambos foram substituídos, posteriormente, em 2004, por Fabíola Ribeiro e Rafael Baronesi. Em 2007, Fabíola deixou a apresentação do programa e foi substituída por Thays Gorga.
No dia 20 de outubro de 2008 o ZZ passou por uma nova transformação onde ganhou um novo cenário, maior e mais futurista. Os jogos, como o "Contratempo", sofreram algumas mudanças e, além de Thays Gorga e Rafael Baronesi, dois novos apresentadores chegaram ao programa: Luiz Daniel Bianchin e Yasmim Manaia, ambos ex-participantes do programa Disney High School Musical – A Seleção.
Quase um ano depois, em 25 de setembro de 2009, foi ao ar o último ZZ com a apresentação de Rafael Baronesi, que deixou o comando da atração após cinco anos.
No dia 28 de janeiro de 2011, Thays Gorga deixou o comando da atração após 3 anos e meio. Tempos depois, Milene Conte que já era apresentadora da Copa Disney no canal a cabo Disney XD.
Milene é escalada como a nova apresentadora, porém assume o lugar de Yasmim como repórter que por sua vez assume a vaga deixada por Thays no estúdio.
O programa apresentava as séries mais recentes da Disney.
O ZZ sempre foi exibido na faixa da tarde no Disney Channel, mas a partir do dia 10 de setembro de 2012 passou para a faixa matutina.
O último programa foi ao ar 26 de outubro de 2012, às 10:00, com reprise as 14h30. A Disney não se pronunciou até sobre qual foi o motivo do fim do programa, mas provavelmente o tempo de exibição tenha sido o principal fator, visto que todos os programas Disney duram, no máximo, quatro anos.

## Séries
- Jessie: 2011-2012
- Phineas e Ferb: 2008–2012
- Boa Sorte, Charlie!: 2010-2012
- No Ritmo: 2011-2012
- Quando Toca o Sino: 2009-2012
- Programa de Talentos: 2011-2012
- Austin & Ally: 2012

O programa exibia short-shows, como:
- O Clube dos Azarados (Quarta-Feira): 2011-2012
- Caso & Encerrado (Sexta-Feira): 2011-2012
- Fora do Jogo  (Algumas Terças e Quintas-Feira): 2011-2012

### Séries anteriores
Outras séries que passaram pelo Zapping Zone:
- Sunny entre estrelas: 2009-2011
- Jonas L.A.: 2009-2011
- Cory na Casa Branca: 2007-2008
- As Visões Da Raven 2003-2007
- Zack e Cody: Gêmeos a Bordo 2009-2012
- Os Feiticeiros de Waverly Place: 2008–2012
- Hannah Montana: 2006-2011
- Jake Long - O Dragão Ocidental: 2005-2007
- George, o Rei da Floresta: 2007-2008
- Patito Feo: 2009
- Zack & Cody: Gêmeos em Ação: 2005-2007
- Floricienta: 2005
- A Família Radical: 2001-2005
- Lizzie McGuire: 2003–2006
- Mano a Mana: 2003–2005
- O Mundo É Dos Jovens : 2002-2003
- Maggie e a Besta Feroz: 2001-2002
- Timão e Pumba: 1996-2001

## Jogos
O programa apresentava diversos jogos interativos, onde os espectadores participavam por telefone. Os prêmios variavam de acordo com a pontuação atingida pelo participante.
- "Novo Contratempo" - Reformulação do contratempo, que ocorreu a partir de 2012. Nesta versão, o participante era exibido via webcam e, geralmente, mostrava alguma surpresa, como um objeto ou animal. Igual à versão antiga, o jogador escolhia o Câmera com quem queria correr. O participante precisava acertar 3 ou 4 estações para 'detonar', ou seja, vencer o jogo. O tempo máximo era de 2 minutos, ao a webcam se "abrir" o participante tinha que mostrar algum objeto ou animal, ou seja uma surpresa.[3]

1ª estação:
Pergunta com 3 alternativas sobre o Disney Channel ou conhecimentos gerais.
2ª estação:
Estação musical. O participante respondia quem canta ou o nome da música que era tocada. As músicas eram sempre cantadas por astros da Disney. É semelhante ao antigo jogo "KaraoZ".
3ª estação:
O participante tinha que adivinhar qual a palavra que estava escrita no quadro, as letras ficavam embaralhadas.
4ª estação:
O participante tentava adivinhar, com três pistas, um personagem ou astro da Disney em um "Quebra Cabeça". Era semelhante ao antigo jogo "3 X 4".
- "Fã de série" - O participante via um trecho de alguma série e depois tinha que responder a 3 perguntas referentes ao trecho
- "ZZ News: O Jogo" - O Participante assistia 3 noticias, e depois adivinhava qual é a verdadeira.

### Jogos anteriores
- "Contratempo" - Primeiramente, o jogador devia escolher o Câmera com quem queria correr. Cada Câmera possuía uma surpresa diferente, que podia ser o "Bônus", onde se podia escolher uma das quatro estações do jogo para pular; podia ser o "+ ou - 5 segundos", onde se devia responder a um desafio para diminuir ou somar 5 segundos do seu tempo final dependendo da resposta; e, também, podia ser o "Nada", no qual o jogo permaneceria sem alteração. O participante precisava acertar 3 ou 4 estações para 'detonar', ou seja, vencer o jogo. O tempo máximo era de 2 minutos.

1ª estação: Pergunta com 3 alternativas sobre o Disney Channel ou conhecimentos gerais.
2ª estação: Estação musical. O participante responde quem canta ou o nome da música que será tocada. As músicas são sempre cantadas por astros da Disney. É semelhante ao antigo jogo "KaraoZ".
3ª estação: Sorteio de alguma atração do Disney Channel em um dado que é jogado para cima. Então, é feita uma pergunta de verdadeiro ou falso relacionada à série ou filme selecionado.
- "O Crítico" - Um crítico de cinema, intepretado por Rafael Baronesi, fazia uma crítica a um determinado filme da Disney. No entanto, a crítica continha duas informações erradas, as quais o participante deveria identificar para vencer o jogo.
- "KaraoZ" - O jogador ouvia uma determinada música que parava três vezes durante a execução. Nas pausas, eram realizadas perguntas sobre a canção.
- "Fala Sério" - 3 notícias absurdas eram apresentadas e o jogador tinha de adivinhar qual manchete era a verdadeira ou a falsa.
- "3 X 4" - O participante respondia a dez perguntas em um minuto e suas respostas eram como pistas que ajudavam a adivinhar quem era o artista ou personagem secreto da foto.
- "Fora de Série" - Um competição entre dois jogadores que tinha como tema uma das séries apresentadas no programa.
- "Lava-Roupa" - O participante dizia cinco objetos que conseguisse distinguir dentro de uma máquina de lavar roupa em movimento.
- "Stop": Era sorteado uma letra e o participante tinha que apresentar palavras com a inicial sorteada nas diferentes categorias.

## ZZ News
É um mini-programa Disney Channel exibido dentro do Zapping Zone, é um noticiário fictício, que mostra noticias e apenas uma é verdadeira.

### Sinopse
ZZ News é um noticiário fictício que exibe noticias falsas para entreter o público, e há também vários segmentos dentro dele.

### Apresentadores
- Rafael Baronesi
- Robson Nunes
- Fabíola Ribeiro
- Daniela Marcondes
- Beto Marden
- Thays Gorga
- Daniel Bianchin
- Yasmim Manaia
- Bruno Heder
- Milene Conte (recorrente)

### Repórter
- Milene Conte

## MagaZone
É uma revista eletrônica, que fala noticias sobre as celebridades e estrelas do Disney Channel, geralmente é exibido nas segundas.

## Zapping Games
São vários jogos, que diferente dos outros, quem joga são os próprios apresentadores, é exibido na sextas.

## Clipes
Diversos videoclipes musicais já foram produzidos pelo Zapping Zone:
- Tudo Pink, Tudo Rosa  (Fabíola Ribeiro)
- Quero Mais (Fabíola Ribeiro)
- Paquera Comigo (Raddi Paparazzi / Rafael Baronesi)
- Meu Clipe (Dieguito Sabonete)
- Só Tem Que Tentar (Fabíola Ribeiro e Beto Marden)
- Eu Vou! (Let's Go!) (Equipe Zapping Zone América Latina)
- Duas Estrelas (Two Stars) (Thays Gorga)
- Boladaço (Daniel Bianchin e Zoiudo)
- Eu Sou o Rock (Thor Trovão / Daniel Bianchin)
- Eu Sou Assim (Yasmim Manaia)
- Claro Que Não (Brunão Tamborim / Bruno Heder)
- Rock & Roll, Baby (Thor Trovão / Daniel Bianchin)

## Personagens
- Funny Funny Top Top Secret (Thays Gorga)
- Thor Trovão (Daniel Bianchin)
- Brunão Tamborim (Bruno Heder)
- Sônia Channel (Yasmim Manaia)
- Senhorita X (Yasmim Manaia)
- Margarethe Milk (Thays Gorga)
- Charlene Xatos (Thays Gorga)
- Juju Bate Boca (Thays Gorga)
- Carol (Thays Gorga)
- Fiu-Fiu Júnior (Bruno Heder)
- Paulinho Marreco (Bruno Heder)
- Dieguito Sabonete (Robson Nunes)
- O Crítico (Rafael Baronesi)
- Tom Crazy (Robson Nunes)
- Caso (Daniel Bianchin)
- Encerrado (Bruno Heder)

## Apresentadores que já passaram peloZZ
| Apresentadores                       | Período   |
| ------------------------------------ | --------- |
| Patrícia Hermel                      | 2001      |
| Felipe Aukai                         | 2001–2003 |
| Marcelly Anselmé                     | 2001–2003 |
| Monalisa Gomes Eleno                 | 2001–2003 |
| Robson Nunes                         | 2001–2007 |
| Pedro Moreno ("Especialista" Peu)    | 2001–2003 |
| Leonardo Cortez ("Especialista" Leo) | 2001–2003 |
| Beto Marden                          | 2003–2005 |
| Daniella Marcondes                   | 2003–2004 |
| Fabíola Ribeiro                      | 2004–2007 |
| Rafael Baronesi                      | 2004–2009 |
| Thays Gorga                          | 2007–2011 |
| Luiz Daniel Bianchin                 | 2008–2012 |
| Yasmim Manaia                        | 2008–2012 |
| Bruno Heder                          | 2009–2012 |
| Milene Conte                         | 2011–2012 |

## Histórico de mudanças
- Em sua primeira fase, quando ainda era exibido pelo SBT, o Zapping Zone tinha o nome de Zapping Zone do Disney Channel.
- O Zapping Zone Brasil nasceu em 2001 e em seus dois primeiros anos foi uma coprodução entre Disney e SBT. O programa era exibido aos finais de semana "ao vivo" pela emissora de Silvio Santos e após a criação do Disney Channel Brasil também passou a ser veiculado pelo canal a cabo de segunda a sexta-feira. Todas as transmissões eram feitas dos estúdios do complexo do Sistema Brasileiro de Televisão localizado na rodovia Anhanguera.
- O Zapping Zone foi o segundo programa a ser produzido pela parceria Disney/SBT. O primeiro foi o fenômeno dos anos 1990 Disney CRUJ.
- Faziam parte do primeiro grupo de apresentadores Felipe Aukai, Marcely Anselmé, Monalisa Gomes Eleno, Robson Nunes, Patrícia Hermel (ficou menos de um ano), Pedro Moreno - interpretando o especialista Peu - e Leonardo Cortez - interpretando o especialista Léo.
- Em 2003 a parceria entre entre Disney e SBT chegou ao fim devido ao grupo de comunicação americano ter firmado acordo com a Rede Globo. Desta forma, o Disney Cruj chegou ao fim e o Zapping Zone passou por severas modificações, já que não tinha mais a emissora de Silvio Santos como coprodutora. Além disso, os desenhos da Disney também migraram do SBT para a Globo.
- A partir da segunda fase (2003), elenco, cenário, quadros, abertura e equipe foram reformulados. Enquanto na primeira fase a atração contava com sete apresentadores, agora apenas dois permaneciam em estúdio e um terceiro fazia a vez de repórter e apresentador substituto.
- Um repórter Brasileiro participante do Zapping Zone México substituía as férias dos apresentadores na versão Brasil.
- Robson Nunes foi o único integrante da primeira fase a continuar no programa após a reformulação de 2003, porém com uma função diferente. Ele deixou o posto de apresentador fixo para exercer a função de repórter e apresentador substituto. Beto Marden e Daniella Marcondes foram os escolhidos para assumir os postos em estúdio.
- A partir da segunda fase, o Zapping Zone passou a ser gravado e não mais "ao vivo".
- Com o fim da parceria entre Disney e SBT, o complexo da Anhanguera não pôde ser mais utilizado pela empresa americana para a produção do programa. Sendo assim, a Disney Latin America decidiu reunir as três versões latinas da atração (Argentina, Brasil e México) em um único local. A cidade escolhida foi a capital argentina Buenos Aires.
- De 2003 a 2012, todos as versões do Zapping Zone passaram a ser gravadas no estúdio Non Stop Digital, localizado em Buenos Aires. Isso podia ser percebido nas versões do Brasil, México e Argentina, que utilizavam o mesmo cenário, a mesma equipe, contavam com roteiros parecidos e quadros idênticos. Apenas os apresentadores mudavam.
- Nos créditos finais do Zapping Zone Brasil, uma das últimas informações dizia "realizado nos estúdios Non Stop Digital - Buenos Aires (Argentina)".
- Outra prova de que a produção dos programas brasileiro, argentino e mexicano aconteciam no mesmo lugar e com a mesma equipe são o clipes praticamente idênticos  dos quais os apresentadores participavam. Thays Gorga (Brasil), por exemplo, gravou a o videoclipe "Duas Estrelas"  e as apresentadoras das versões argentina e mexicana gravaram vídeos idênticos chamados de "Dos Estrellas". O mesmo aconteceu com Yasmim Manaia, que gravou "Eu Sou Assim" e vídeos muito similares podem ser encontrados na internet com duas outras apresentadoras (Argentina e México) sob o nome "Soy Así".
- Em 2004, o  elenco passou por uma nova reformulação. Saia de cena Daniella Marcondes e entravam Fabíola Ribeiro e Rafael Baronesi.
- Em 2005, foi a vez de Beto Marden deixar o programa.
- Depois de 3 anos, Fabíola deixou o comando da atração em 2007 e deu lugar a Thays Gorga.
- Em 2008, o ZZ entrou em sua terceira fase. Novamente cenário, abertura e quadros foram reformulados. O elenco sofreu uma pequena modificação. Rafael Baronesi e Thays Gorga que já comandavam a atração desde a segunda fase continuaram como apresentadores fixos, porém ganharam a companhia de um terceiro apresentador fixo, Daniel Bianchin, que vinha do programa Disney High School Musical A Seleção. Depois de sete anos integrando o elenco do programa, Robson Nunes deixou a atração em definitivo e foi substituído por Yasmim Manaia, que assumiu o posto de repórter e apresentadora substituta.
- No programa, o apresentador Daniel Bianchin interpretava um personagem chamado Thor Trovão. Segundo a história contada pelos atores, ele tinha dois irmãos que se chamavam Tommy Trueno e Toby Trueno. Estes eram na verdade as versões mexicana e argentina do mesmo personagem (Thor Trovão).
- Yasmim Manaia foi a única integrante do elenco de toda a história do ZZ a começar como repórter e apresentadora substituta e depois se tornar apresentadora fixa.
- Durante toda a existência do ZZ o papel de repórter e apresentador(a) substituto(a) foi exercido por apenas três pessoas, sendo elas Robson Nunes, Yasmim Manaia e Milene Conte. Enquanto repórteres, estes eram os únicos integrantes do elenco que moravam no Brasil, pois não precisavam gravar a atração nos estúdios de Buenos Aires.
- Para jogar o contratempo, o participante devia escolher um câmera para correr pelo estúdio e passar pelas estações. Em alguns casos os apresentadores acabavam conversando com ele, mas estes não tinham microfone e por isso era muito difícil escutar suas vozes. Porém, em alguns programas é possível ouvi-los ao fundo e perceber que estes falavam espanhol e não português.